# 5 Kresowy Batalion Dowodzenia

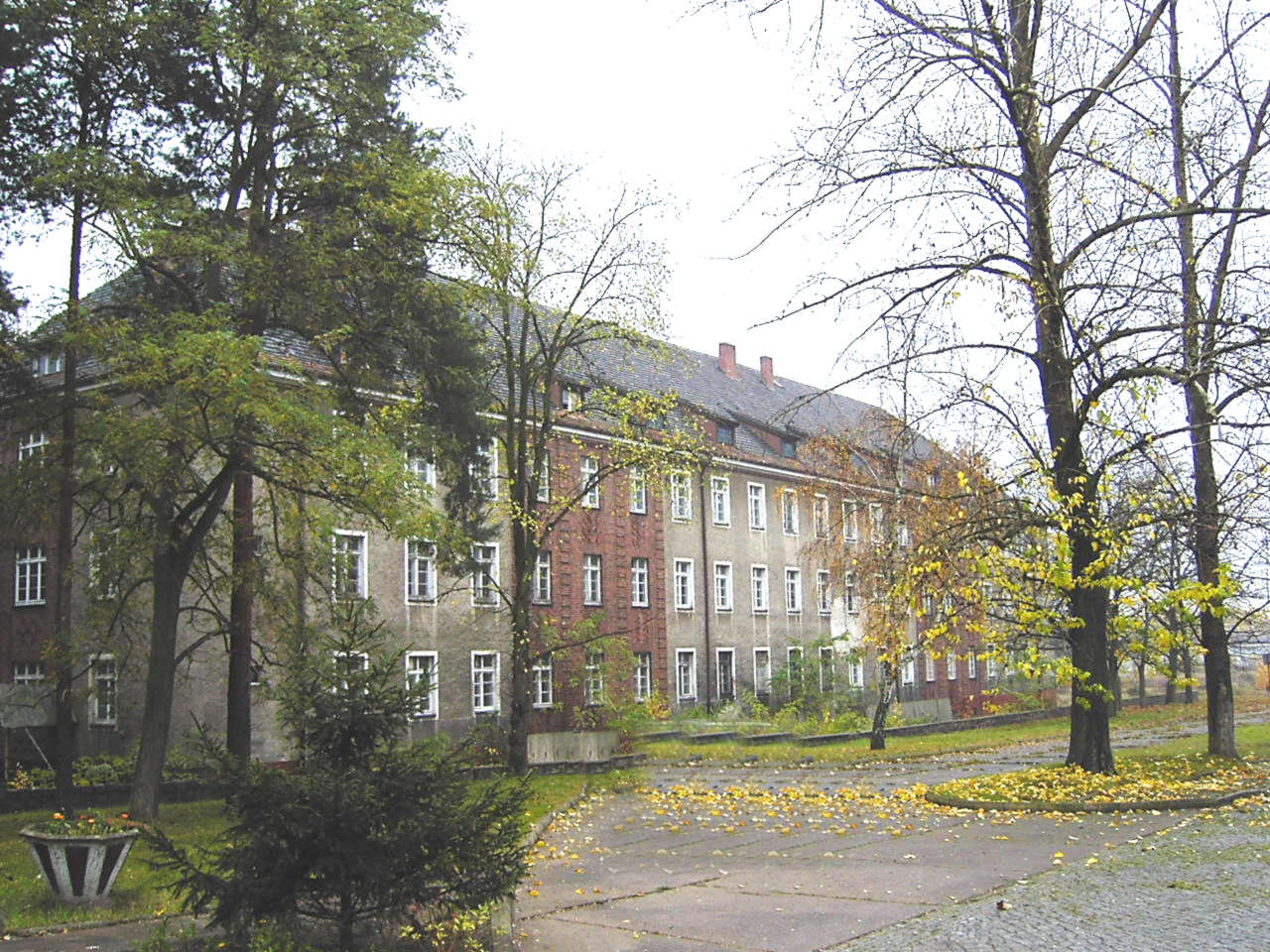
W tym budynku stacjonował sztab batalionu

5 Kresowy Batalion Dowodzenia (5 bdow) – samodzielny pododdział dowodzenia Wojska Polskiego.
Jednostka sformowana została w październiku 1951 roku w Torzymiu jako 59 Batalion Łączności. Z dniem 1 stycznia 1995 roku 59 bł został przeformowany w 5 bdow.

## Tradycje
Na podstawie decyzji Ministra Obrony Narodowej nr 97/MON z 20 czerwca 1996 roku w sprawie przejęcia dziedzictwa tradycji, nadania nazwy wyróżniającej oraz ustanowienia dorocznego Święta 5 Batalionu Dowodzenia w Gubinie, dla zachowania w pamięci bohaterskich dokonań żołnierzy wojsk łączności, z dniem 18 października 1996 roku 5 bdow przejął dziedzictwo i z honorem kontynuował tradycje:
- 5 Batalionu Łączności (1941 – 1946)
- 59 Batalionu łączności (1951 -1994)

Jednocześnie przyjął nazwę wyróżniającą „Kresowy”, a doroczne Święto obchodził 18 października

## Dowódcy
- kpt. dypl. Zygmunt Malec
- mjr Grzegorz Walo[4]